# Franz Alois Mayr

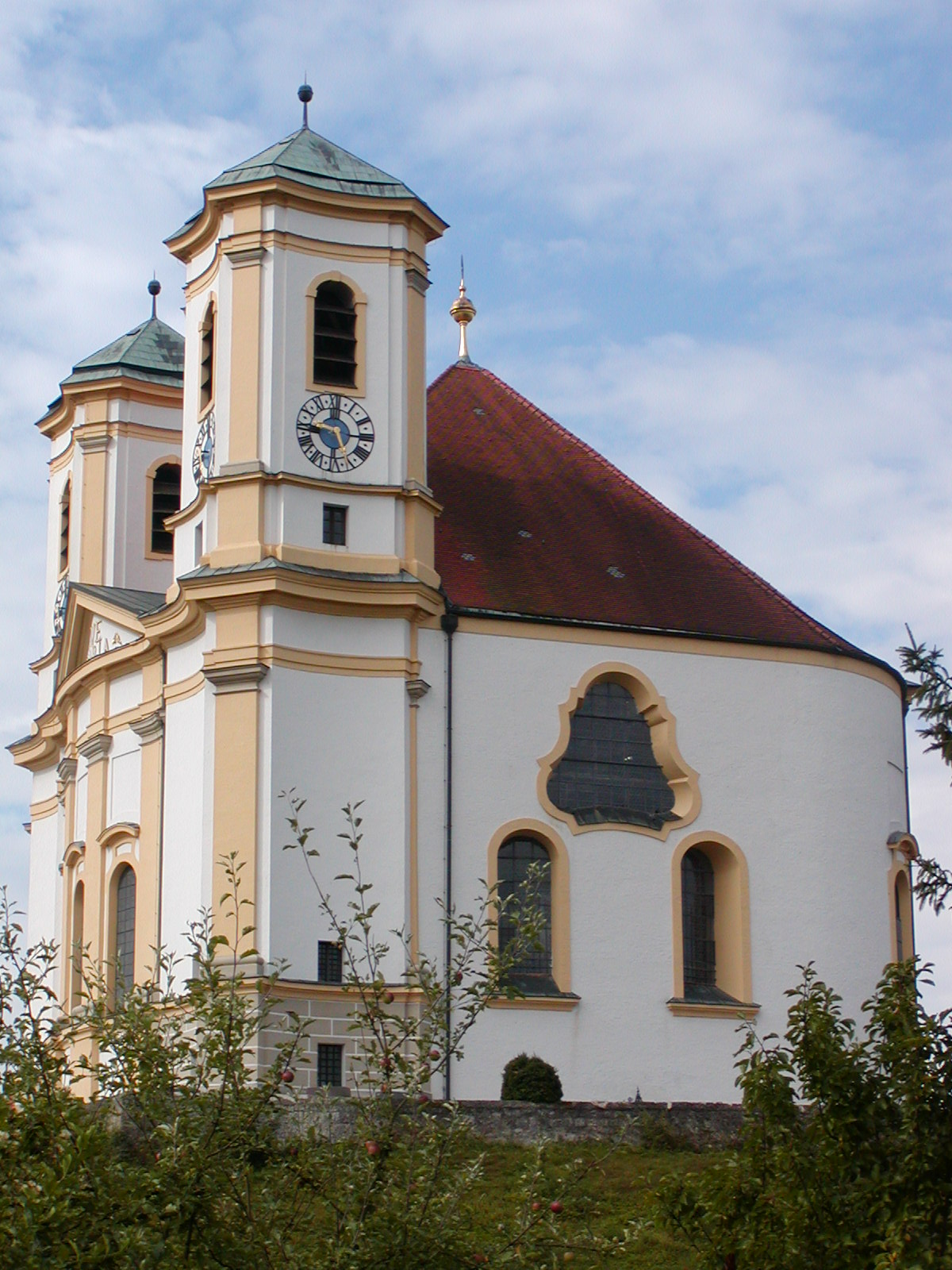
Wallfahrtskirche Marienberg

Franz Alois Mayr (* 25. März 1723 in der Nähe des Tegernsees; † 28. Oktober 1771) war deutscher Kirchenbaumeister, der vor allem im südöstlichen Oberbayern tätig war. Er gilt als einer der Trostberger Rokokomeister.

## Leben und Werk

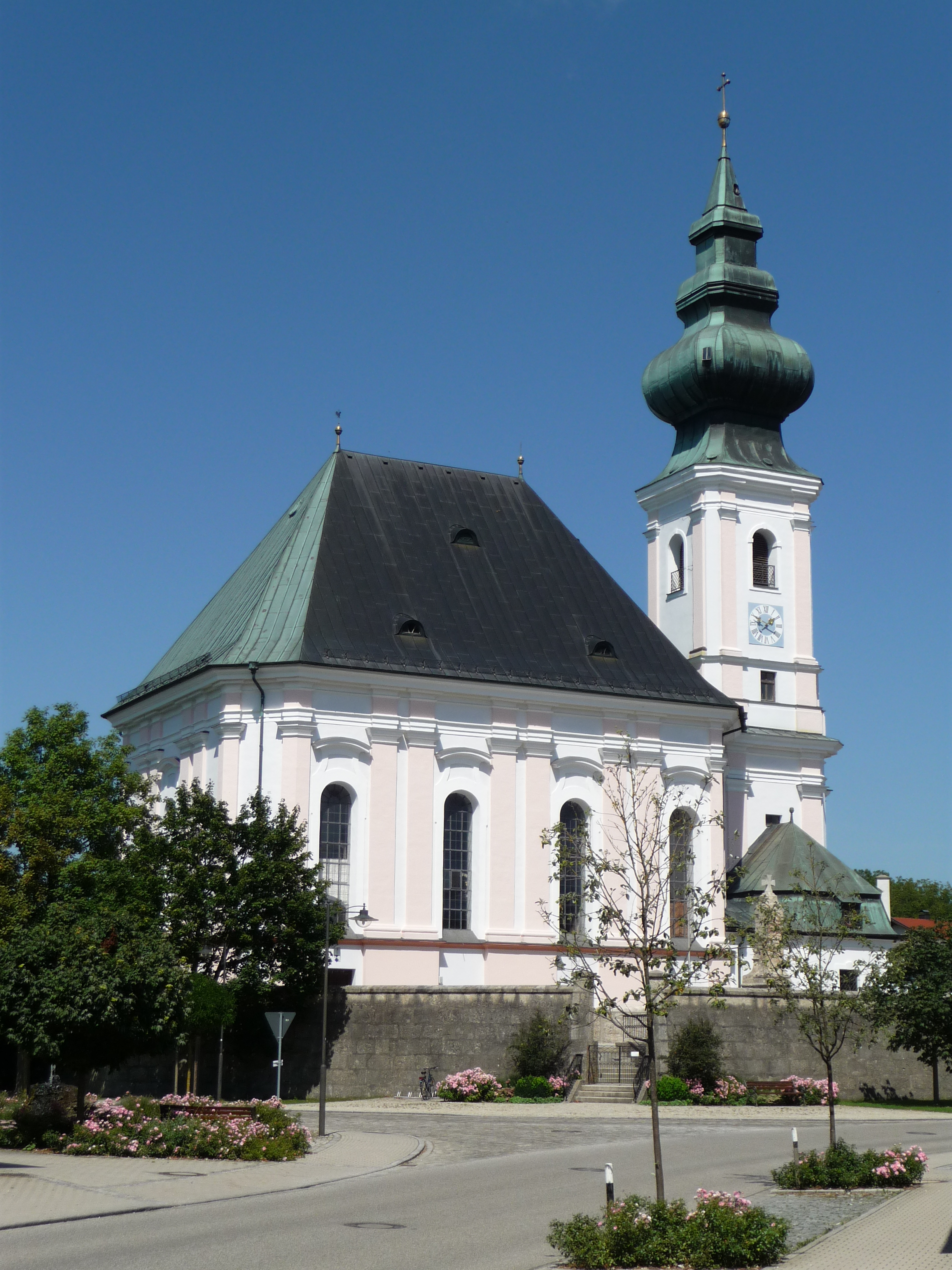
St. Vitus in Kirchweidach

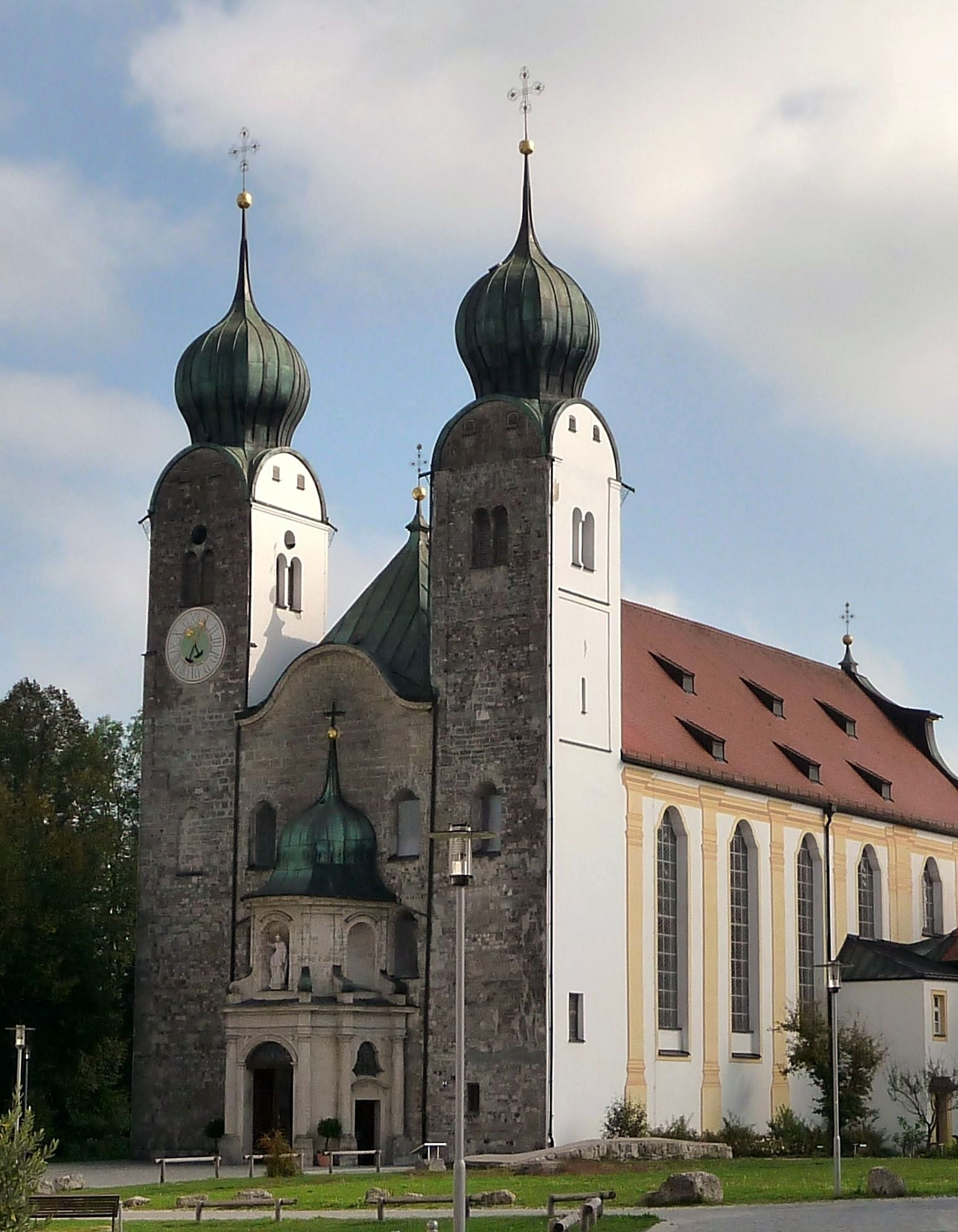
Klosterkirche St. Margareta in Baumburg

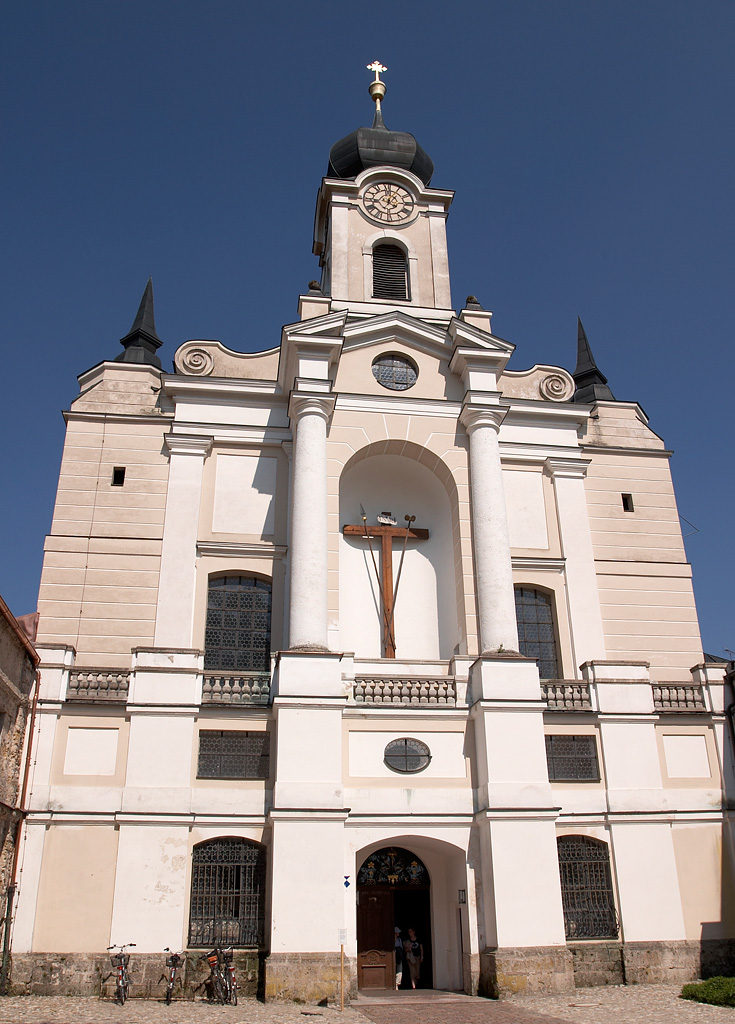
Fassade der Klosterkirche Raitenhaslach

Mayr begann 1740 eine Maurerlehre. Er war ein Schüler des Münchner Hofbaumeisters Johann Baptist Gunetzrhainer und dessen Bruders Ignaz Anton Gunetzrhainer. 1748 war er als „Pällier“ beim Bau des Palais Toerring-Jettenbach in München beschäftigt. Um 1750 wurde er Markt- und Gerichtsmaurermeister in Trostberg, verheiratete sich und erwarb einigen Grundbesitz. Als Maurermeister war er auch in der Schlosskapelle von Mörmoosen, in Schloss Wald an der Alz und im Kloster Raitenhaslach tätig. In Raitenhaslach baute er ab 1760 den Prälatenstock und ab 1764 den Festtrakt. Später arbeitete er an den Kirchen in Niederbergkirchen, Gumattenkirchen, Kirchisen (beide in der Gemeinde Mettenheim), Margarethenberg (Gemeinde Burgkirchen an der Alz) und der abgegangenen Nikolauskirche in Oberndorf bei Salzburg. Beteiligt war er weiter an der Ausgestaltung der Kirchen St. Andreas und St. Michael in Trostberg. Dabei arbeitete er wie häufig mit dem Bildhauer Johann Georg Kapfer und dem Maler Franz Joseph Soll zusammen. Er wirkte auch in Mögling, Deinting, Tinning (alle heute Stadt Trostberg), Tacherting und Feichten an der Alz. Auch der Turmaufsatz der Ägidienkirche in Altenmarkt an der Alz (1764) stammt von ihm. Spätere Aufträge betrafen die Pfarrkirchen von Mühldorf am Inn, Kirchweidach und Oberndorf bei Salzburg, letztere konnte er auf Grund seines unerwarteten Tods nicht abschließen. Seine Ehefrau Anna Margaretha war bereits 1763 verstorben.
Einige Fehlkalkulationen führten dazu, dass Mayr als „lügenkundiger Baumeister von Trostberg“ bezeichnet wurde.
Mayrs Hauptwerke sind neben der Pfarrkirche St. Vitus in Kirchweidach die auf mittelalterlichen Grundmauern errichteten Wandpfeilerkirchen von Raitenhaslach, deren vorgeblendete Westfassade er 1751/1752 schuf, von Kloster Baumburg sowie die Wallfahrtskirche Marienberg. Auch wurde er an das Kloster Michaelbeuern im Land Salzburg berufen, wo er den Osttrakt der Klostergebäude errichtete.